# ことばの治療教室
『ことばの治療教室』（ことばのちりょうきょうしつ）は、1966年4月9日から1982年4月2日までNHK教育テレビで放送されたテレビ番組である。後継番組である『ことばの教育相談』（ことばのきょういくそうだん）もこの項で扱う。

## 概要
言語障害の子どもを持つ保護者を対象にした番組である。
ことばのおくれ、発音の異常、難聴、どもりなどの障害についての基礎知識や、家庭でできる言葉指導の具体例などを放送した。全国各地の「言語障害児を持つ親の会」の活動や言語治療教室の現状も伝え、言語障害児教育を充実・発展させるための啓蒙番組としての役割を果たした。
NHK厚生文化事業団からパンフレットが発行された。

## 放送時間
ことばの治療教室（1966年4月9日 - 1982年4月2日）
- 1967年4月 - 1971年3月 土曜日12:30-13:00
- 1971年4月 - 1973年3月 土曜日08:30-09:00／火曜日17:00-17:30
- 1973年4月 - 1974年3月 土曜日08:30-09:00／土曜日16:00-16:30
- 1974年4月 - 1982年4月 金曜日15:35-16:05／土曜日08:30-09:00

ことばの教育相談（1982年4月8日 - 1984年3月31日）
- 木曜日17:30-18:00／土曜日08:30-09:00

## 出演者
ことばの治療教室
- 田口恒夫
- 米山裕

## 関連番組
- テレビろう学校（1961年4月15日 - 1981年4月3日）
- 障害幼児とともに（1981年4月10日 - 1984年3月30日）
- こどもの発達相談（1984年4月4日 - 1993年3月30日）
- こどもの療育相談（1993年4月6日 - 2000年3月23日）